# رئيس وزراء جمهورية أرتساخ
كان رئيس وزراء أرتساخ هو رئيس حكومة جمهورية أرتساخ غير المعترف بها بين عامي 1992 - 2017.
أنشئ منصب رئيس الوزراء في عام 1992 يعينه من قبل رئيس الدولة - الرئيس. في استفتاء دستوري أجري في عام 2017، صوت المواطنون لصالح تحويل أرتساخ إلى نظام رئاسي وألغي مكتب رئيس الوزراء. يصبح الرئيس رئيس الدولة ورئيس الحكومة.

## قائمة رؤساء الوزراء جمهورية أرتساخ (1992-2017)
| # | الصورة              | الاسم (الميلاد–الوفاة)         | الفترة         | الفترة         | الفترة            | الحزب السياسي   |
| # | الصورة              | الاسم (الميلاد–الوفاة)         | استلم المنصب   | ترك المنصب     | المدة             | الحزب السياسي   |
| - | ------------------- | ------------------------------ | -------------- | -------------- | ----------------- | --------------- |
| 1 | Oleg Yesayan        | Oleg Yesayan (ولد 1946)        | 8 يناير 1992   | أغسطس 1992     | 6 شهور            | مستقل           |
| 2 | روبرت كوتشاريان     | روبرت كوتشاريان (ولد 1954)     | أغسطس 1992     | 29 ديسمبر 1994 | 2 سنوات و4 شهور   | مستقل           |
| 3 | ليونارد بتروسيان    | ليونارد بتروسيان (1952–1999)   | ديسمبر 1994    | يونيو 1998     | 3 سنوات و6 شهور   | مستقل           |
| 4 | Zhirayr Poghosyan   | Zhirayr Poghosyan (ولد 1942)   | يونيو 1998     | 24 يونيو 1999  | 1 سنة             | مستقل           |
| 5 | Anushavan Danielyan | Anushavan Danielyan (ولد 1954) | 30 يونيو 1999  | 12 سبتمبر 2007 | 8 سنوات و74 أيام  | مستقل           |
| 6 | أراييك هاروتيونيان  | أراييك هاروتيونيان (ولد 1973)  | 14 سبتمبر 2007 | 7 سبتمبر 2017  | 9 سنوات و358 أيام | Free Motherland |

## قائمة رؤساء الدولة
| No. | الصورة | الاسم (الميلاد–الوفاة)                       | الفترة         | الفترة         | الفترة            | الحزب السياسي   | الرئيس              | الرئيس                       |
| No. | الصورة | الاسم (الميلاد–الوفاة)                       | ترك المنصب     | استلم المنصب   | المدة             | الحزب السياسي   | الرئيس              | الرئيس                       |
| --- | ------ | -------------------------------------------- | -------------- | -------------- | ----------------- | --------------- | ------------------- | ---------------------------- |
| 1   |        | أراييك هاروتيونيان (منذ 1973)                | 25 سبتمبر 2017 | 6 يونيو 2018   | 254 أيام          | Free Motherland |                     | باكو ساكيان (Cabinet)        |
| 2   |        | Grigory Martirosyan (منذ 1978)               | 6 يونيو 2018   | 1 يونيو 2021   | 2 سنوات و360 أيام | مستقل (سياسة)   |                     | باكو ساكيان (Cabinet)        |
| 3   |        | Artak Beglaryan [Արտակ Բեգլարյան] (منذ 1988) | 3 يونيو 2021   | 3 نوفمبر 2022  | 1 سنة و153 أيام   | مستقل (سياسة)   |                     | أراييك هاروتيونيان (Cabinet) |
| 4   |        | Ruben Vardanyan (منذ 1968)                   | 4 نوفمبر 2022  | 23 فبراير 2023 | 111 أيام          | مستقل (سياسة)   |                     | أراييك هاروتيونيان (Cabinet) |
| 5   |        | Gurgen Nersisyan (منذ 1985)                  | 24 فبراير 2023 | 31 أغسطس 2023  | 188 أيام          | مستقل (سياسة)   |                     | أراييك هاروتيونيان (Cabinet) |
| 6   |        | Samvel Shahramanyan (منذ 1978)               | 31 أغسطس 2023  | 10 سبتمبر 2023 | 10 أيام           | مستقل (سياسة)   |                     | Davit Ishkhanyan             |
| 7   |        | Artur Harutyunyan (منذ 1979)                 | 18 سبتمبر 2023 | 1 يناير 2024   | 105 أيام          | Free Motherland | Samvel Shahramanyan |                              |